# Unia State (Oenkerk)
Unia State is een woonhuis aan de Rengersweg in Oenkerk, in de Friese gemeente Tietjerksteradeel, waarvan de historie terugvoert naar een middeleeuwse stins, maar dat daaraan uiterlijk niet herinnert. 
De eerste eigenaar was waarschijnlijk Douwe Carel van Unia uit Jelsum, die van 1669 tot 1686 grietman van Tietjerksteradeel was. In 2005 is Unia State gerenoveerd. 